# Atretium
Atretium schistosum, conocida como serpiente de verruga de quilla dividida o de oliva, es una especie de serpiente que se encuentra en el sur de Asia. Es una serpiente de agua común e inofensiva.

## Distribución
Se encuentra en Sri Lanka, India, Bangladesh y Nepal. En India se encuentra en la India peninsular al sur de los 15 grados latitud norte y a lo largo de la costa este hasta Uttarakhand. Es muy común alrededor de Bangalore, del distrito de North Arcot (Tamil Nadu) y el área de Kakinada en Andhra Pradesh. Puede vivir hasta los 1000 metros sobre el nivel del mar, y no se encuentra en la mayor parte del norte de la India.

## Descripción

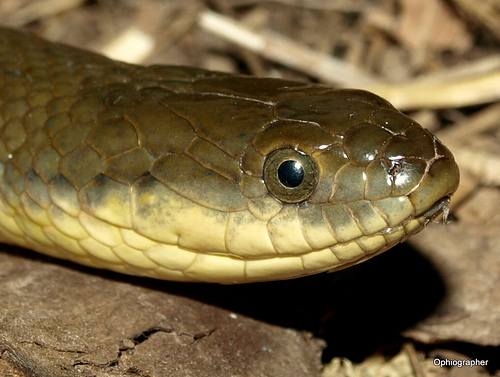
Detalles de la cabeza

Es una serpiente pequeña, robusta, de cabeza delgada, hocico corto y fosas nasales en hendidura bastante altas. La serpiente es de color verde oliva y de un amarillo anaranjado por debajo. A veces tiene los flancos color rosa o púrpura. La longitud de la cola es de un tercio a un cuarto de la longitud total.
Las escamas son ásperas porque están quilladas o levantadas. Los especímenes del sur de la India tienen una línea rojiza distintiva a lo largo del quinto y sexto o el cuarto y quinto hasta la cloaca. Esta línea es más brillante en los machos. Las hembras tienen una longitud de entre 70 y 75 cm, y los machos de entre 50 y 60 cm. La serpiente más larga que se ha medido tenía 87 cm de largo.

### Características
La serpiente se distingue por una serie de escamas características:
1. En su cabeza: una sola escama internasal.
2. En su cuerpo: diecinueve filas de escamas costales.
3. En sus labios: 8 o 9 escamas supralabiales (protectores labiales superiores).

Puede confundirse fácilmente con la culebra del olivo (Rhabdops olivaceus).

## Hábitat
Vive en el agua o entre la vegetación circundante.
Es una serpiente diurna, aunque también se la ve de noche. Rara vez muerden cuando se manipulan. Se sabe que estiva en el verano.
Se alimenta principalmente de ranas, renacuajos, peces y cangrejos que atrapa con un movimiento lateral característico de las serpientes de agua. Nada más allá de la presa y de repente gira la cabeza hacia un lado. También se sabe que se alimenta de larvas de mosquito.
A veces, conocida como cobra de agua es, sin embargo, tolerada por las personas.

## Reproducción
Se reproduce durante el monzón mediante huevos, es decir es ovípara, que son blancos, blandos y de 30 a 35 mm de largo y que ponen en nidadas de 10 a 32 entre los meses de enero a abril. Las serpientes recién nacidas miden de 16,6 a 17,5 cm de largo.

## Nombres locales
- Tamil - KOraipaambu o Pachai thanneer paambu.
- Canarés – Barmmya.
- Telugu - Nalla wahlagillee.
- Cingalés – Diya Warnaya.
- Bengalí – Mete shap.